# パルナヴァズ1世
パルナヴァズ1世 (グルジア語: ფარნავაზ I グルジア語発音: [pʰaɾnavaz]; 英語: Pharnavaz I [fɑːrnɑːvɑːz])は古典古代におけるイベリアとして知られる古代ジョージア(グルジア)の王国であるカルトリの王である。『ジョージア年代記』(カルトゥリス・ツホレバ)で彼はカルトリの王政とパルナヴァジアニ朝を築き上げた最初の君主と信じられている一方、『モクツェヴァイ・カルトゥリサイ』などのその他の年代記では、ジョージアの二番目の君主となっている。その王政は、ヴァフシュティ王子による紀元前302年から紀元前237年とする説やキリル・ツマノフによる紀元前299年から紀元前234年とする説、パヴル・インゴロクヴァによる紀元前284年から紀元前219年とする説など、多くの学者が中世の文献を基にして紀元前3世紀にあったとしている。パルナヴァズの台頭と、イベリア王朝の出現・拡大は、アレキサンドロス大王がアケメネス朝に勝利したことと直接結びついている。パルナヴァズはセレウコス朝との宗主関係のもとで統治した